# Emil Uhlmann AG

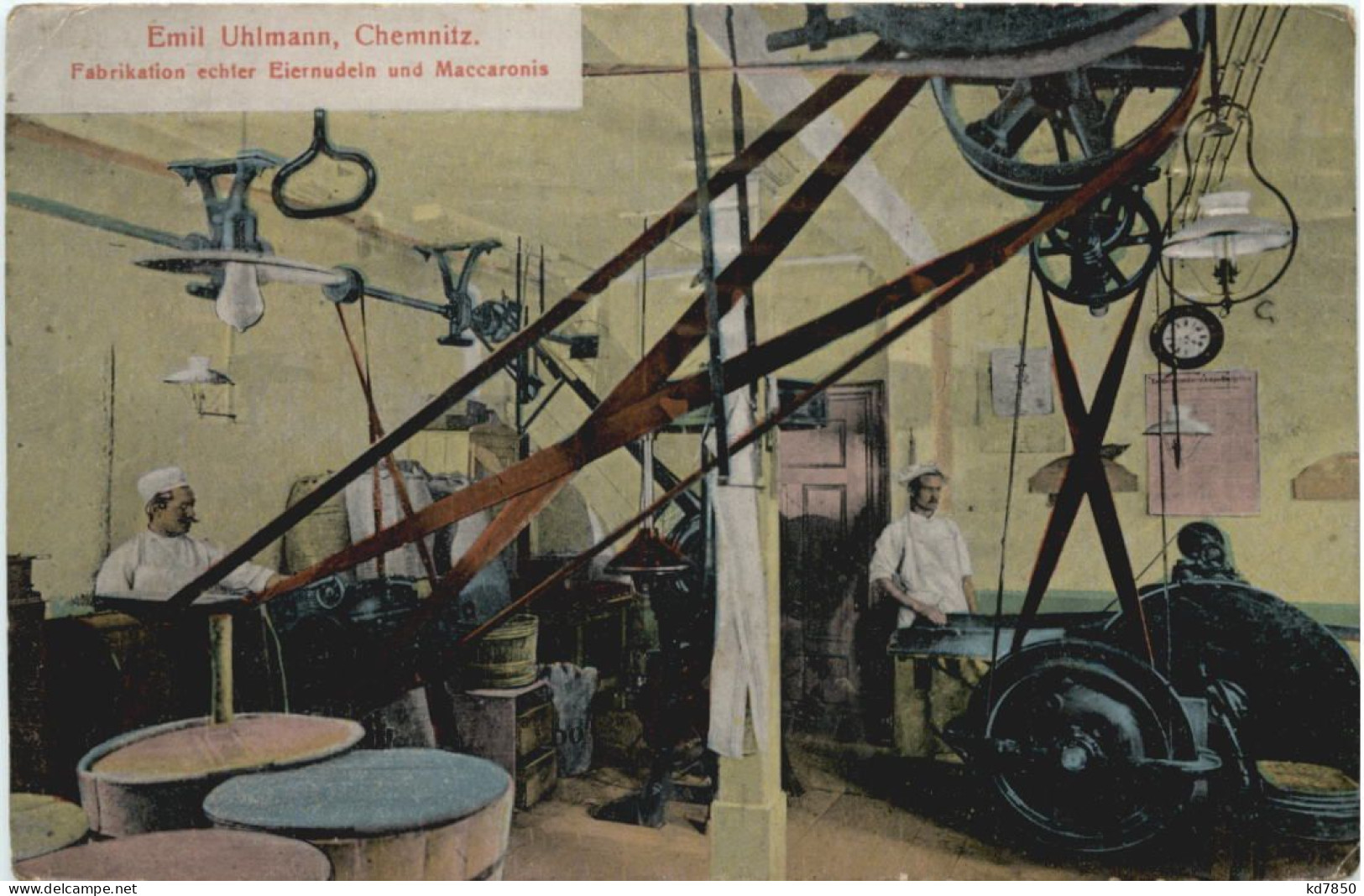
Um 1919: „Fabrikation echter Eiernudeln und Maccaronis“ mit durch Treibriemen angetriebenen Maschinen;
Ansichtskarte; kolorierter Lichtdruck

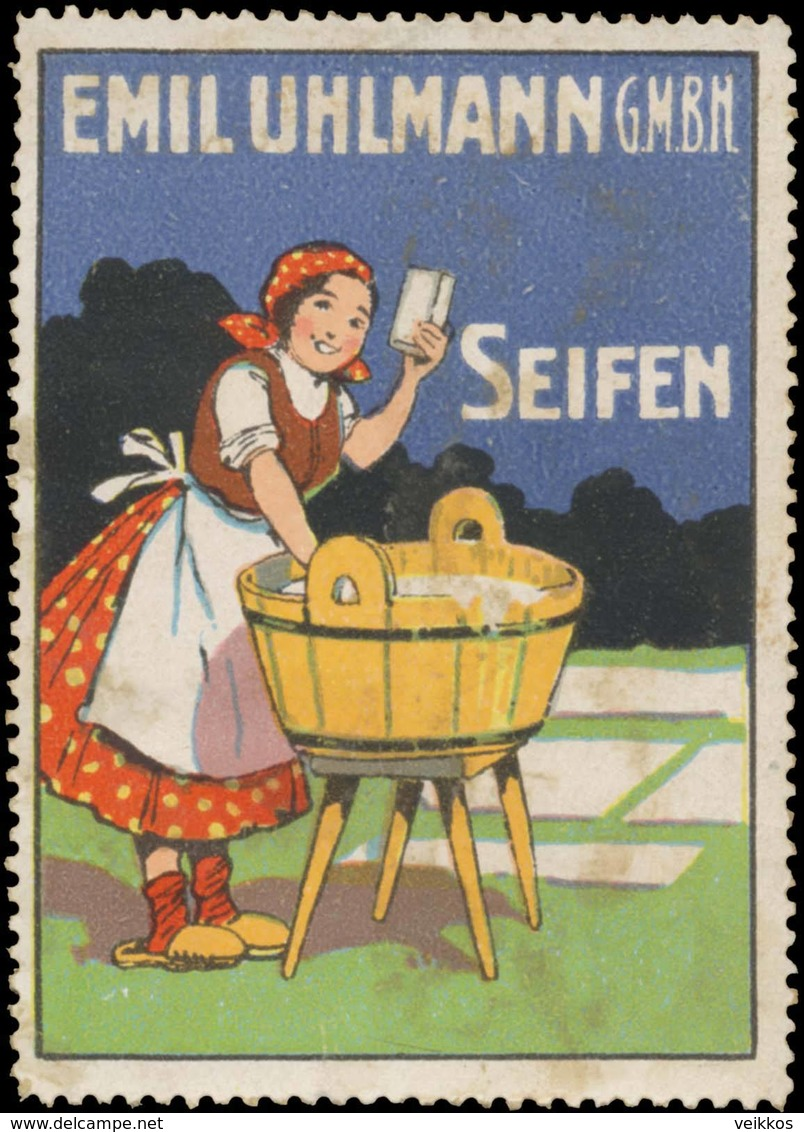
Reklamemarke um 1900 für Seife: Waschfrau mit Seife für die Wäsche im Zuber, im Hintergrund ausgebreitete Laken zur Sonnenbleiche

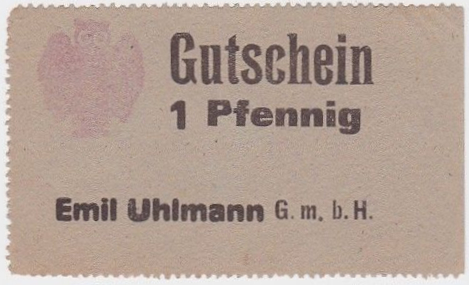
Notgeld-„Gutschein über 1 Pfennig“, um 1918

Die Emil Uhlmann AG mit Sitz in Chemnitz war ein 1869 gegründetes Unternehmen der Nahrungs- und Genussmittelbranche, das bis 1941 bestand.

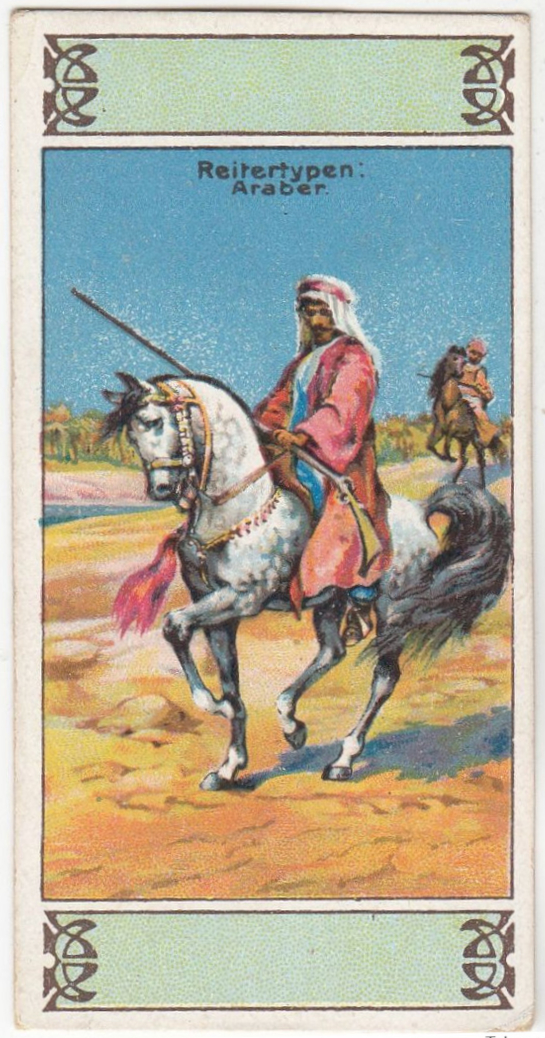
„Reitertypen: Araber“;
Bild 3 der Serie 5411

## Geschichte
Die 1920 in eine Aktiengesellschaft umgewandelte Firma unterhielt eine Brotfabrik und betrieb den Handel mit Lebensmitteln, Landesprodukten sowie Getreide und Futtermitteln. Daneben wurden Teigwaren fabriziert und eine Getreide- sowie Kaffee- und Großrösterei betrieben und zahlreiche Filialen beispielsweise in Form von Kolonialwaren-Läden unterhalten.
Bereits zu Beginn des 20. Jahrhunderts hatte das Unternehmen seine Produkte mit mehr als 5000 Serien von Sammelbildern beworben. Zum Marketing für die Uhlmannsche „Kaffee-Gross-Rösterei“ zählte beispielsweise die aufwendig als Chromolithografie durch die in Nürnberg ansässige Lithografische Anstalt Sigmund Spear gedruckte Bildkarte „Fussball“; die Bildnummer 8 der Serie 5517 erläuterte auf dem mit einer Melange aus Jugendstil und Art déco umrankten Rahmen auf dem Revers der Karte „das Fußballspiel [...] englischen Ursprungs“. Hierfür gab die Uhlmann-Kaffeegroßrösterei mit Sitz in Hamburg den Bildband „Album für Bilder von Emil Uhlmann“ heraus.

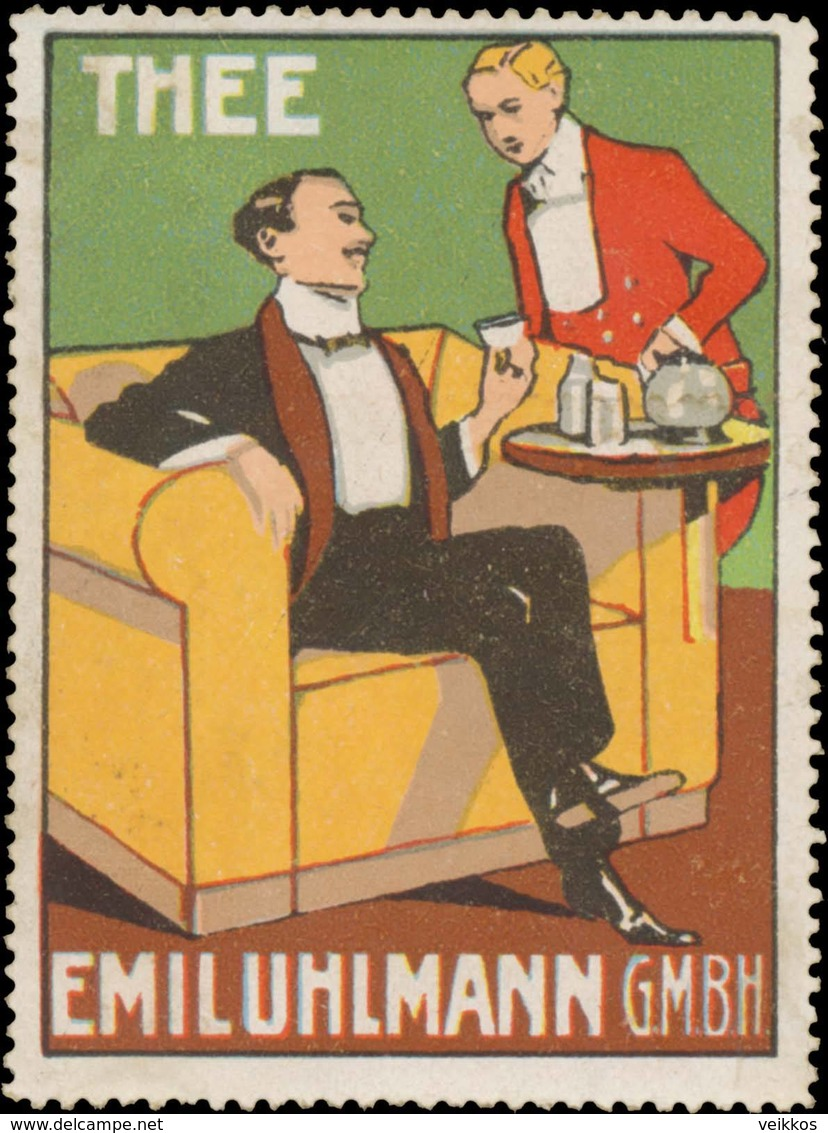
„Thee“ der Emil Uhlmann GmbH
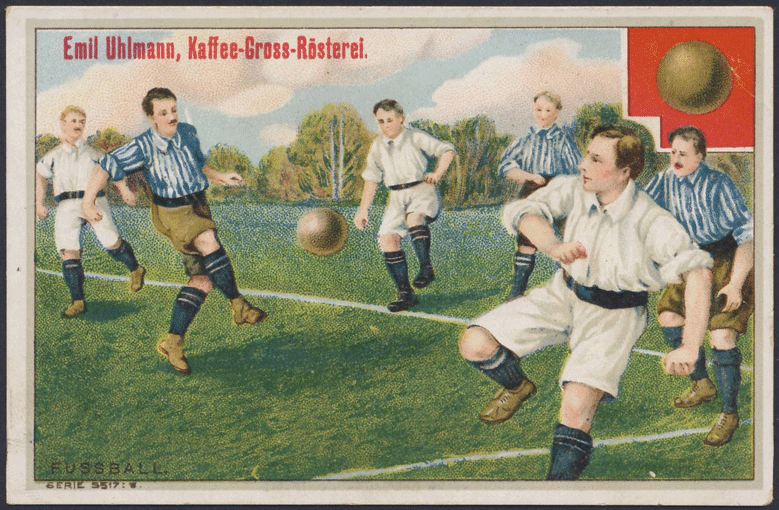
Fußball-Visualisierung als Chromolithografie, Serie 5517, Nummer 8
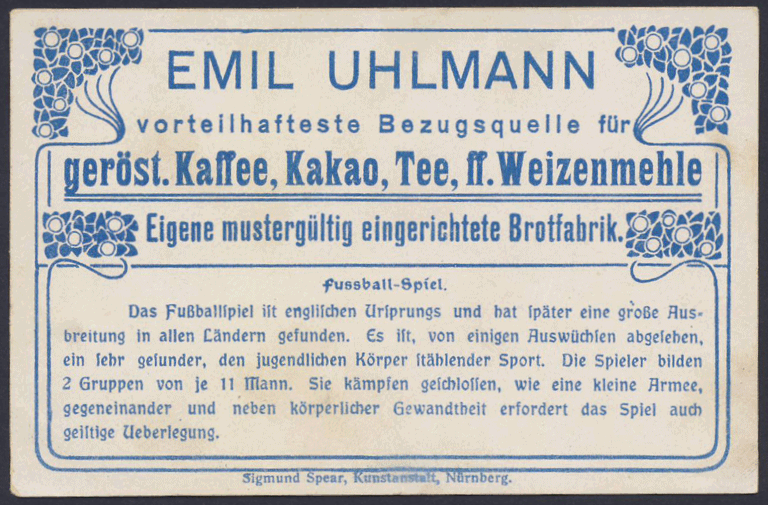
Erläuterung des Fußballspiels „englischen Ursprungs“
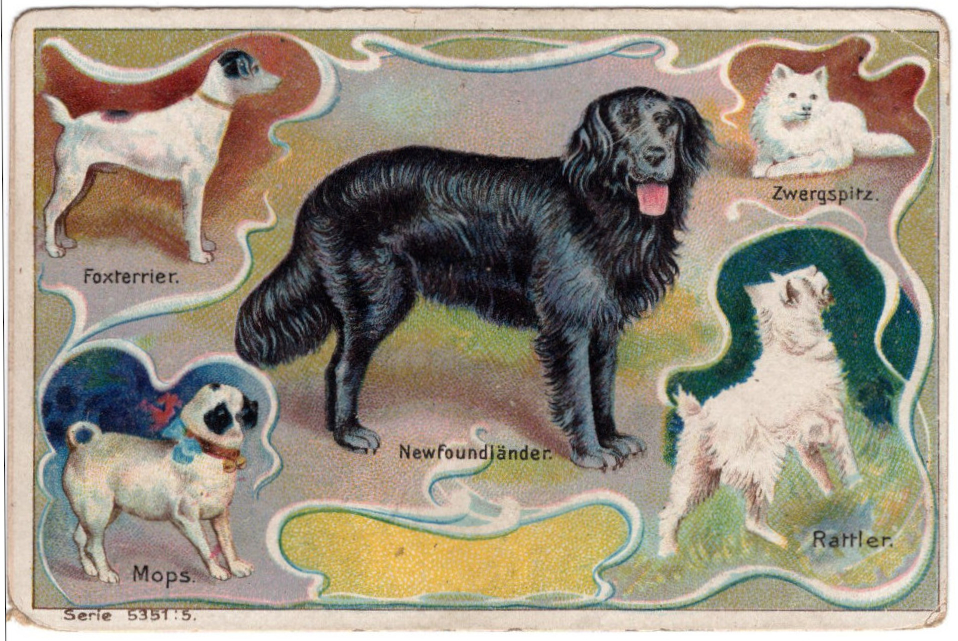
Foxterrier, Zwergspitz, „Newfoundländer“, Mops und Rattler, Bild 5 der Serie 5351

1930 gab die Emil Uhlmann AG 4 Serien à 6 Bildern mit Karl-May-Motiven heraus; zu den Romanen Winnetou, Durchs wilde Kurdistan und Durch die Wüste sowie Old Surehand.
Ebenfalls noch in der Zeit der Weimarer Republik war die Emil Uhlmann AG über einen Pachtvertrag noch 1932 mit dem Görlitzer Waren-Einkaufs-Verein verbunden.
Zur Zeit des Nationalsozialismus wurde der unter der Chemnitzer Adresse Limbacher Straße 75 ansässige Hauptsitz des Unternehmens im Jahr 1937 durch den in Dresden tätigen Direktor Karl Krüger als Vorstand geführt.
Mitten im Zweiten Weltkrieg übernahm der Lebensmittel-Großhändler Herbert Eklöh 1941 sämtliche Aktien und damit auch sämtliche Filialen der Chemnitzer Uhlmann-Kette. Bis zu diesem Zeitraum hält das Hamburgische Welt-Wirtschafts-Archiv (HWWA) auch Zeitungsausschnitte zur Unternehmensgeschichte sowie Geschäftsberichte vor.

## Schriften (Auswahl)
- Satzung der Betriebskrankenkasse der Firma Emil Uhlmann A.-G. in Chemnitz, Adam, Chemnitz 1925.